# Bolyai Önképző Műhely
A Bolyai Önképző Műhely olyan tehetséggondozó műhely, melyben 17-28 év közötti fiatalok kamatoztathatják tudásukat. A tehetséggondozó program 3 éves, havonta egy-egy egész napos foglalkozással, melyet neves hazai személyiségek vezetnek.

## Tevékenysége
A Bolyai Műhely Alapítvány Önképző Műhelye 2001-től működik, kezdetben a Bolyai-díj Alapítványhoz kapcsolódva, jelenleg önállóan. A Bolyai Műhely Alapítvány egy olyan tehetséggondozó intézmény, amely immár ötödik éve keretet nyújt ahhoz, hogy a legkiválóbb magyar fiatalok kapcsolatba kerüljenek egymással, kis csoportokban együtt dolgozzanak, találkozzanak a magyar tudományos és kulturális élet kiemelkedő személyiségeivel, valamint olyan foglalkozásokon vegyenek részt, amelyek fejlesztik kulturális és társadalmi érzékenységüket, kommunikációs készségüket és értelmiségi elhivatottságukat.

## Céljai
Fő törekvése a középiskolában és a felsőoktatásban valamilyen területen kiváló eredményt nyújtó középiskolások, főiskolások, egyetemisták számára havi rendszerességgel, három éven át önképző-tehetséggondozó program nyújtása a következő területen és módszerekkel:
- tudományos, művészeti teljesítmények érzékletes, párbeszédre épülő bemutatásával és feldolgozásával az általános műveltség és az erkölcsi értékek fejlesztése,
- az egyéni és közösségi alkotást segítő képességek kialakítása
- a személyiségfejlesztést, az önképző és a társas együttműködést szolgáló stratégiák kiépítése.

## A foglalkozások
Három évfolyam működik Budapesten és a foglalkozásokat régebben az Uránia Nemzeti Filmszínházban és a Hild-villában, majd a Nemzeti Galériában tartották. A délelőtti film és az irodalom megbeszélése a csoportok létszámától függően az Alapítványnál, illetve a Színház- és Film Intézet épületében folyik.

## A hallgatók
A végzős hallgatók egy-egy tanulmánykötetben foglalják össze gondolataikat (Esszencia-kötetek).

## Oktatók
A foglalkozásokat neves hazai személyiségek tartják: film-esztéták, egyetemi professzorok, újságírók.
- Kőhalmi Ferenc

a Bolyai Önképző Műhely koordinátora, tanár, filmesztéta
- Dr. Mandics György

szerkesztő, kritikus, irodalomtörténész, matematikus, író, költő, publicista
- Dr. Balázs Géza

Az ELTE Bölcsészettudományi Kar Mai Magyar Nyelvi Tanszékének tanszékvezető egyetemi tanára
- Benyhe István

tanár, szakközgazdász, a BOM Programbizottságának tagja 2002 szeptemberéig
- Kövesdy Zsuzsanna

a Magyar Rádió szerkesztő-riportere
- Juhász András

fizikus, az ELTE Általános Fizika Tanszékén tanszékvezető-helyettes egyetemi docens
- Dede Éva

tanár, pszichológus